# Basion

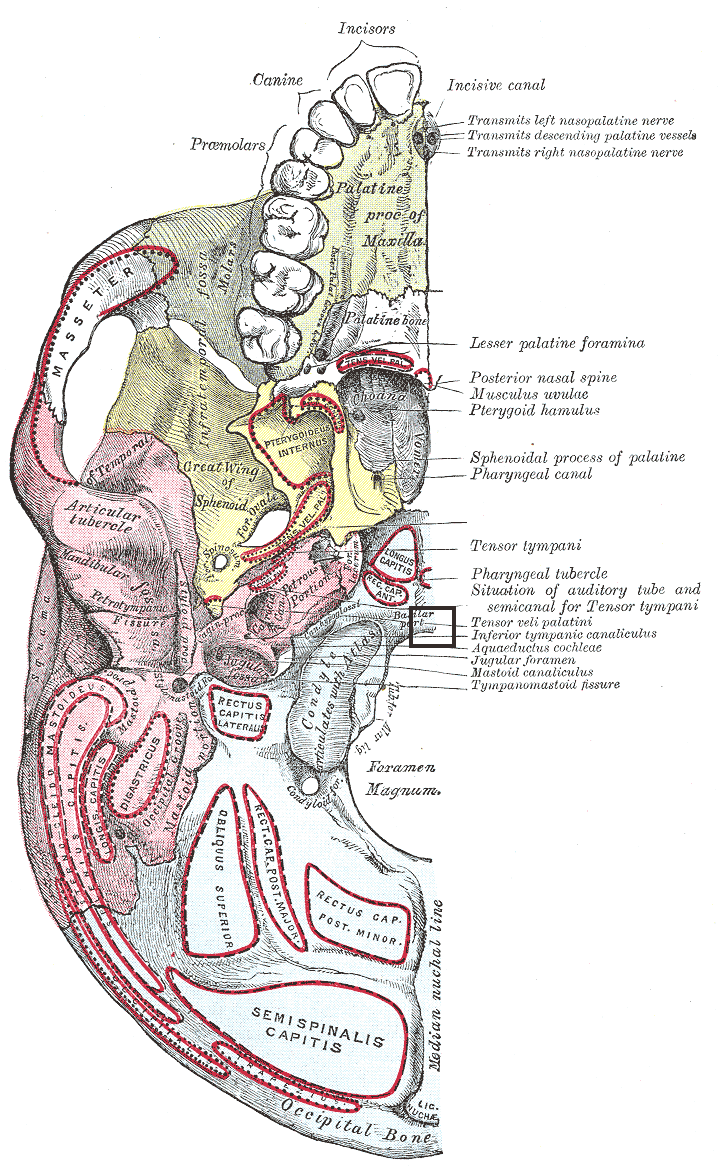
Egy fél koponya (cranium) alulról (az apró fekete négyzet jelöli a basiont)

A basion egy a koponyaméréstanban használatos tájékozódási pont. Az öreglyuk (foramen magnum) elülső szélén, a pars basilaris ossis occipitalison található.